# Jibaku-kun
Jibaku-kun (ジバクくん?) es un manga escrito por Ami Shibata en 1998 y adaptado al anime en 1999.

## Historia
Esta historia transcurre en un misterioso planeta llamado Los 12 Mundos, que se encuentra dividido en doce regiones, de tal manera que su aspecto es similar al de un reloj de manecillas. En la zona central existe un lugar llamado la Torre Aguja, un lugar en donde el tiempo no corre y a su vez es el Mundo Cero.
En cada Mundo hay un Gran Chico (G.C.) que es el guardián de esa región. El Gran Chico siempre se encuentra en compañía de un Espíritu, una criatura esférica con poderes sobrenaturales, que ayuda a derrotar a los Monstruos-Problema y otros seres que atentan contra la tranquilidad de los habitantes. Los Grandes Chicos más poderosos son ascendidos a Gran Soldado (G.S.).
La historia se basa en un viaje a través de los 12 mundos, que termina por convertirse en una búsqueda del origen del veneno del despertar que es lo que convierte a los monstruos comunes en monstruos problema.  
Bucky, el protagonista de la historia, es un joven habitante del Mundo Primas (primer mundo). Él vive con un solo sueño: dominar el mundo, en el sentido del planeta entero.

## Personajes
Grandes Chicos (G.C.)
- Bucky

Seiyū: Akira Ishida; Voz en México: Gabriel Gama
Historia: El protagonista de la serie, GC del Mundo Primas y más tarde GS. Su espíritu es Jibak. Su sueño es gobernar el mundo. Se hace amigo de los GC's Kai y Pinky. A pesar de no poseer una licencia oficial, Bucky asegura que la suya es en "soñar", metafóricamente hablando.
- Pinky

Seiyū: Tomoko Kawakami; Voz en México: Cony Madera
Historia: Nieta de Silva y GC del Mundo Secandas, su espíritu es Bamby. Su familia fue condenada a morir bajo la maldición de la Torre Aguja hasta que Spaak transmitió la enfermedad de Pinky a Silva, a pedido de esta, para que así Pinky y su descendencia no mueran. Utiliza poderes psíquicos entre los cuales el que más usa es la Teleportación, también usa un ataque de luz llamado "Bomba milagrosa de la linda Pinky". Su licencia es en artes psíquicas.
- Kai

Seiyū: Hiroshi Kamiya; Voz en México: Carlos Enrique Bonilla
Historia:Alumno del maestro Fune (Busta) y GC del Mundo Trios, su espíritu es Bakzan. Utiliza las artes marciales y conoce una técnica llamada Fuego de Dragón. Su aldea fue salvada por Spaak cuando él era sólo un niño. Sueña con ser tan fuerte como Spaak. Su licencia es en artes marciales.
- D´Artagnan

Seiyū: Kyōko Tsuruno; Voz en México: Irwin Daayán
Historia: Un joven que heredó el título de GC del Mundo Tetras cuando su padre murió. Aunque le falta algo de confianza se esfuerza por mejorar. Su espíritu es el Conde Bucklet. Utiliza la esgrima como su técnica. Su sueño es ser tan digno de llevar el título de GC como lo fue su padre. Su licencia es en esgrima.
- Alí Babá

Seiyū: Yū Asakawa; Voz en México: Laura Torres, Luis Daniel Ramírez
Historia: GC de Pentas. Está afectado por la maldición de la torre aguja por lo que en el día es una mujer y de noche retoma su forma original como hombre. Su espíritu es Sparkel. Su licencia es Robar.
- Live

Seiyū: Akiko Hiramatsu
Historia: GC de Exas. Su espíritu es Buz. El es un famoso cantante en su mundo. Su hermano Death es el GC de Novas. Por una maldición de la torre aguja y ambos mundos se conectan por las noches. Su licencia es Música
- Ranmaru

Seiyū: Ken'ichi Suzumura
Historia: Gc de Seteras. Su espíritu es Reka. En el pasado fue entrenado por el maestro Fune. Su licencia es Ninjutsu.
- Lucy

Seiyū: Junko Noda
Historia: Es la GC de Octos. Su espíritu es Bakuchi. Es una chica muy fuerte que le gustan las apuestas y los barcos. Su licencia es Apuestas
- Dead

Seiyū: Megumi Ogata
Historia: GC de Novas. Su espíritu es el Espíritu de Jubak. Su hermano es Live el GC de Exas. Por una maldición de la torre aguja y ambos mundos se conectan por las noches. Además el puede controlar a los Umbrelans. Su licencia es Música.
- Hayate

Seiyū: Kōji Tsujitani
Historia: Es el GC de Decas y su espíritu es Trueno. El más que un ser humano es como una especie de ángel pues posee alas. Tiene una gran conexión con la naturaleza. Su licencia se desconoce pero es probable que se relacione con la naturaleza.
- Joan

Seiyū: Misa Watanabe
Historia: GC de Undecos. Como espíritu tiene al Coronel Dan. Ella tiene en una tiranía a su mundo controlando todo con la ayuda de su ejército de robots. Su licencia se desconoce aunque es probable que este relacionado con el uso de armas.
- Padre de Bucky

Seiyū:
Historia: Es el GC de Doeicos. Su espíritu es El Rey Jibak. En el anime  se menciona que él ascendió a GS. Y que en un momento derrotó a una de las versiones de Slash. Y se sabe que conoce la teleportación pues teleportó a Bucky a Primas. Su licencia se desconoce aunque es probable que esté relacionada con congelar.
Grandes Soldados (G.S.)
- Spaak

Seiyū: Yasunori Matsumoto; Voz en México: Benjamín Rivera
Historia: Antiguo GC de Primas, le pasó el puesto a Bucky. Utiliza unas espadas unidas por una cadena, conoce la teleportación, es capaz de volar y lanzar energía, pero su técnica más poderosa es la Oración al cielo. En realidad procede de otro planeta y al final de la serie regresa a su hogar con su hermana. Su sueño es salvar a su hermana de la maldad de Slash.
- Hail

Seiyū: Shōtarō Morikubo; Voz en México: José Arenas
Historia: Antiguo GC de Doeicos, su poder se volvió tan grande que por simple diversión le echó la maldición de la Torre Aguja a quienes quería castigar. Utiliza la Teleportación y dos espadas negras con las cuales hace explotar lo que corta, también se sabe que puede ofrecer inmortalidad ya que él se la ofrece a Silva en la torre aguja y 65 años después él continúa viéndose igual de joven. Su sueño es conquistar el corazón de Bucky, al que ama y odia al mismo tiempo.
- Silva

Seiyū: Minami Takayama
Historia: Antigua GC de Secandas, debido a su poder fue elegida como GS pero al rechazar el puesto fue afectada por la maldición de la torre aguja. Su técnica más poderosa son las ondas psíquicas, aunque también conoce la teleportación y puede volar. Su licencia es en "Artes psíquicas avanzadas".
- Busta

Seiyū: Hideo Ishikawa
Historia: Antiguo GC de primas, posteriormente ascendió a GS. Es el maestro de Lin, Kai y Ranmaru. Debido a la maldición de la torre aguja fue convertido en el maestro fune. Sus técnicas son la maestría, teleportación, volverse gigante (como Fune) y la limpieza. Su licencia es "Artes marciales Avanzadas"
- Hermana de Spaak (Prin)

Seiyū:
Historia: Ella junto a su hermano Spaak llegó hace mucho tiempo a los 12 mundos. En teoría no es un GC ni un GS pero posee un poder equivalente. La mayoría de la serie pasa dormida y se le conoce como la princesa de la torre, en ella esta sellado Slash. Una curiosidad de este personaje es que no tiene un nombre oficial sin embargo cuando toma el control de un monstruo se le conoce como Prin
Monstruos-Montura
Son los monstruos que se pueden encontrar en todos los Mundos. El GC puede tomar a uno y hacerlo su Monstruo-Montura. Sirve como compañero y medio de transporte por sus habilidades que pueden ser nadar, volar, etc.
Enemigos
- Monstruos-Problema

Son monstruos comunes que se ven afectados por el veneno del despertar y se hacen peligrosos, atacando a las personas o pueblos. Deben ser erradicados de todos los Mundos, ya que representan una amenaza. Aunque existe la posibilidad de liberarlos del veneno sin asesinarlos.
- Slash

Seiyū: Toshiyuki Morikawa; Voces en México: Genaro Vásquez (1ª voz), Rolando de la Fuente (2ª voz)
Historia: Es el antagonista principal de la serie. Es un ser maligno que nació a partir de una pesadilla creada por la hermana de Spaak, utiliza el Veneno del Despertar para corromper a los monstruos y personas, manipulándolos a su antojo. También puede tomar la forma de cualquier monstruo o persona.
Entre sus habilidades puede clonarse, regenerarse, volar, lanzar energía, usar armas, entre otros.

## Episodios
1. «Soy Bucky y sueño con gobernar al mundo» (伝説的なGCの誕生)
2. «La Gran Chica Pinky es una soñadora» (夢制覇・オレの名は爆!)
3. «¿Cuál es el sueño de un hada?» (夢見るGC・ピンク!)
4. «Un paseo de ensueño sobre un monstruo» (妖精が見る夢は?)
5. «El Gran Chico Kai es un perseguidor de sueños» (夢の翼・ドライブモンスター)
6. «El orgullo es la prueba de mi sueño» (夢追い人・GCカイ!)
7. «Haz perfecta la técnica de tus sueños» (夢を極めろ・オレの技!)
8. «Honra a tu padre, el GC Dartañan» (父の夢こえて! GCダルタニアン!)
9. «Protejan el puente en nombre de Spaak» (炎にとどけ! 夢のかけ橋)
10. «Roba un sueño, la GC Alí Babá» (夢を盗め・GCアリババ!)
11. «El sueño de un monstruo trágico» (悲恋・モンスターの夢)
12. «El sueño de Milly» (精霊の夢・ミルの夢)
13. «El GS Hail destroza tu sueño» (GS雹・夢を断つ!)
14. «El tortuoso sueño de una niña, Silva» (夢つづれおり・少女シルバ)
15. «Una pesadilla llamada Slash» (悪しき夢・その名は斬!)
16. «El GC Live canta en un sueño» (GCライブ・夢に歌う!)
17. «Despierta de tu sueño, el GC Death» (夢からさめて・GCデッド!)
18. «El GC Runmaru corre en un sueño» (GC乱丸・夢に走る!)
19. «La GC Lucy sueña con ser bandida» (敵は海賊・GCルーシー!)
20. «El GC Hayate vuela en un sueño» (夢に翔ぶ・GCハヤテ!)
21. «El corazón de hielo de la GC Joan» (凍りついた夢・GCジャンヌ!)
22. «La isla inflamable y Busta» (夢の不燃物島と激!)
23. «El rey Jibak, narrador de sueños» (夢のかたりべ・ジバク王!)
24. «Satan Hail nubla tu sueño» (堕天使雹・夢を惑わす!)
25. «Vence a Spaak, un grito en un sueño» (炎を撃て! 夢に叫ぶ)
26. «Un sueño es sólo el principio» (夢・それは始まり)

## Banda sonora
| Temas                                                    | Autor(es)      |                        |
| -------------------------------------------------------- | -------------- | ---------------------- |
| «Dare Mo Shiranai Chizu De»                              | Yumi Matsuzawa | Tema de apertura       |
| «Last Tears (I Don't Cry Anymore, After You Left Me...)» | Two-Mix        | Tema de cierre (1-14)  |
| «37°C ~ Binetsu Senki»                                   | Two-Mix        | Tema de cierre (15-26) |

## Títulos alternativos
- Bucky - The Incredible Kid
- Bucky
- Bucky en Busca del Mundo Cero
- Jibaku-kun - Twelve World Story
- ジバクくん (japonés)
- 格鬥小霸王 (chino)